# Birgitta Ohlsson
Pour les articles homonymes, voir Ohlsson.
Eva Birgitta Ohlsson Klamberg ou Birgitta Ohlsson (née le 20 juillet 1975 à Linköping, dans le comté d'Östergötland, en Suède) est une femme politique suédoise membre du parti Les Libéraux et du gouvernement Reinfeldt I en tant que ministre chargé des affaires européennes, du 2 février 2010 au 3 octobre 2014.

## Études
Après des études d'humanités dans sa ville natale, elle étudie les sciences politiques et les relations internationales ainsi que les Nations unies à l'Université de Stockholm, de 1994 à 1997. Elle est présidente de l'association des étudiants libéraux de 1996 à 1998 et présidente-adjointe des Jeunes Européens fédéralistes (JEF) suédois. Elle devient ensuite journaliste indépendante et chroniqueuse pour plusieurs quotidiens libéraux tels que Sundsvalls Tidning, Vestmanlands Läns Tidning, Västerbottens-Kuriren ou encore Dagens Nyheter.

## Carrière politique
En 1999, elle lance sa carrière politique en devenant présidente des Liberala ungdomsförbundet, au sein des Jeunesses libérales du Parti du Peuple. Sans le succès escompté, elle est membre du Svenskt Internationellt Liberalt Center depuis 2001 et présidente (de 2002 à 2005) de Republikanska föreningen, un parti indépendant républicain militant pour l'abolition de la monarchie suédoise et la mise en place d'une République (la Suède est une monarchie constitutionnelle).
Elle est élue députée au Riksdag pour la première fois lors des élections législatives du 15 septembre 2002, dans une circonscription de Stockholm. De 2002 à 2004, elle participe à la fois à la commission de politique extérieure et, en tant que suppléante, à celle sur l'emploi. Elle reste au sein de cette dernière commission jusqu'en 2006. À cette date et jusqu'en 2010, elle est non seulement membre de la commission des affaires extérieures, mais aussi porte-parole du Parti du peuple - Les Libéraux. Dans le même temps, elle est vice-présidente du groupe d'amitié israélo-suédois (2003 à 2005) puis présidente de la Fédération des femmes libérales de 2007 à 2010.
À partir de 2007, elle est membre du bureau du Parti du peuple - Les Libéraux. Le 2 février 2010, elle est nommée ministre des affaires européennes par Fredrik Reinfeldt et entre ainsi au cabinet du ministre-président. Elle succède à Cecilia Malmström devenue commissaire européen aux affaires intérieures.
En 2011, elle est considérée par le magazine suédois Fokus comme la deuxième femme la plus influente du royaume, et apparaît parmi les dix personnalités les plus influentes en Suède.